# Helina nevadensis
Helina nevadensis är en tvåvingeart som beskrevs av Lyneborg 1970. Helina nevadensis ingår i släktet Helina och familjen husflugor. Inga underarter finns listade i Catalogue of Life.